# Лі Нян Тонг
Лі Нян Тонг (в'єт. Lý Nhân Tông; 22 лютого 1066 — 15 січня 1128) — 4-й імператор династії Пізні Лі в 1072—1128 роках.

## Життєпис

### Регентство
Старший син імператора Лі Тхань Тонга та наложниці Ілан. Народився 1066 року в Тханглонзі, отримавши ім'я Кан Дик. 1072 року після смерті батька оголошений імператором Дайв'єту під ім'ям Лі Нян Тонг. Його регентами стали канцлер Лі Дао Тхань та імператриця-матір Тхионг Зионг. Втім у 1073 році внаслідок заколоту регентшею стала мати Лі Нян Тонга — Ілан, яка отримала титул імператриці. Невдовзі Тхионг Зионг було страчено, а канцлера Лі Дао Тхань позбавлено посади й переведено на південний кордон.
Ілан правила державою спільно з військовиком Лі Тионг К'єтом. Вони довели завершення боротьби з Чампою до кінця, правитель якої Харіварман IV 1075 року підтвердив умови договору 1070 року, за яким Дайв'єт отримав 3 чампські північні провінції. Водночас продовжували погіршуватись відносини з імперією Сун, яка з 1070 року готувалася до нападу на Дайв'єт. Для попередження атаки під приводом порятунку китайців від жорстоких реформ Ван Аньши в'єтська армія (спільно з плем'ям нунгів) на чолі із Лі Тионг К'єтом вдерлася до південних китайських провінцій Ляньчжоу й Ціньчжоу. Було взято в облогу важливу фортецю Юнчжоу, під час чого втратили значні сили. Вдалося перемогти китайські війська на перевалі Куньлунь, але Юнчжоу вдалося захопити лише 1076 року. Тим самим зірвався план наступу на Гуанчжоу і Гуйчжоу. У відповідь того ж 1076 року сунська армія атакувала Дайв'єт, але Лі Тионг К'єт зупинив вороже військо біля річки Кау. Втім біля містечка Пху Лионг сунська армія здобула перемогу над в'єтами. Разом з тим ворог зазнав значних втрат. Все це призвело до початку мирних перемовин, за якими Дайв'єт втратив 4 тяу (провінції) та 1 повіт.
В часи регентства було проведено перші імператорські іспити на вищі державні посади. 1076 року засновано Куок ти зіам (імператорську академію). У 1077 року було започатковано першу систему дамб в державі для захисту столиці (її продовжено у 1103 і 1108 роках).
1078 року поновилися дипломатичні стосунки з Сун, завдяки яким 1084 року вдалося домогтися повернення раніше втрачених територій (цьому сприяло також те, що місцеве населення постійно повставало проти китайської адміністрації).

### Самостійне панування
1081 році Лі Нян Тонг перебрав керування державою на себе, проте вплив його матері Ілан на справи залишався вагомим до самої її смерті у 1117 році. 1087 року отримав від сунського двору титул намбінь-вионга.
1096 року розкрито зраду канцлера Ле Ван Тхінь, якого було заслано. За порадою матері 1117 року імператор Лі Нян Тонг заборонив вбивство биків й буйволів, оскільки їх застосовували в сільському господарстві.
1103 року почалася війна з Чампою, яку підбурювала імперія Сун. Але в'єтському війську 1104 року вдалося здобути перемогу за затвердити за собою раніше приєднані провінції Чампи, після цього правителі останньої стали сплачувати щорічну данину Дайв'єту.
З самого початку перед Лі Нян Тонгом постала проблема спадкування, оскільки від своїх 3 дружин-імператриць він не мав сина. Тоді 1117 року всиновив свого небожа Зионг Хоана, обравши його як спадкоємця серед 3 інших. Втім це порушило давні правила спадкування, що викликало невдоволення частини знаті.
1119 року здійснив успішний похід на придушення племен на півдні держави, захопивши багату здобич. 1123 року змусив Сур'явармана II, правителя Кхмерської держави, визнати зверхність Дайв'єту. У 1124—1127 роках були придушені повстання в північних провінціях.
Лі Нян Тонг помер у 1128 році. Йому спадкував названий син Зионг Хоан.

## Девізи правління
- 1072—1076 — Тхай-нінь в'єт. Thái Ninh
- 1076—1084 — Ань-ву Ч'єу-тхан в'єт. Anh Vũ Chiêu Thắng
- 1085—1092 — Куанг-хьи в'єт. Quảng Hựu
- 1092—1100 — Хой-фонг в'єт. Hội Phong
- 1101—1109 — Лонг-фу в'єт. Long Phù
- 1110—1119 — Хой-тионг Дай-кхань в'єт. Hội Tường Đại Khánh
- 1120—1126 — Тхієн-фу Зує-ву в'єт. Thiên Phù Duệ Vũ
- 1127—1127 — Тхієн-фу Кхань-тхо в'єт. Thiên Phù Khánh Thọ